# Palopo
Palopo is een plaats in de Indonesische provincie Zuid-Sulawesi (Sulawesi Selatan) op het eiland Sulawesi. De stad telt 129.273 inwoners (2005). 
Stadsgemeenten: Makassar · Palopo · Parepare

Regentschappen: Bantaeng · Barru · Bone · Bulukumba · Oost-Luwu · Enrekang · Gowa · Jeneponto · Luwu · Noord-Luwu · Maros · Pangkajene Eilanden · Pinrang · Selayar Eilanden · Sinjai · Sidenreng Rappang · Soppeng · Takalar · Tana Toraja · Wajo